# Crane Wilbur
Crane Wilbur (Atenes, 17 de novembre de 1889 - Toluca Lake, 18 d'octubre de 1973) fou un guionista, actor i director nord-americà. Afiliat durant gairebé tota la seva carrera a l'àmbit de les pel·lícules de sèrie B, va destacar per la reiteració de conrear el subgènere penitenciari i temes que se'n deriven.

## Biografia

### Primers anys
Erwin Crane Wilbur (va canviar la manera d'escriure el seu nom més tard) va néixer el 1889 a Atenes una petita comunitat rural de l'estat de Nova York. El seu pare, que es dedicava a la construcció i reparació de iots per a les famílies benestants de la zona, es va suïcidar quan ell tenia 6 anys. Per part de mare provenia d'una família d'actors: la seva mare i la seva germana havien estat actrius, i el marit de la seva tia era Tyrone Power Sr. Crane va fer el seu debut com a actor el 1902 de teatre.

### Crane Wilbur actor
El seu debut com a actor de cinema va ser el 1911 a The girl from Arizona de la mà de la companyia American Pathé de Nova Jersey. Allà va actuar en diferents curts amb l'actriu Pearl White abans de protagonitzar tots dos la sèrie cinematogràfica The perils of Pauline que li va donar una notable popularitat. El 1915 la companyia Lubin de Filadèlfia va contracta Wilbur per a la realització de la sèrie cinematogràfica The road of Strife i més tard aquell any va passar als estudis Centaur de Califòrnia per fer papers més llargs compaginant la feina d'actor amb la d'escriptor dels guions i la direcció.

### Retorn a Broadway
A finals de l'any 1915 es va casar amb la seva segona dona, Arleene Archibald, la qual va morir aquell any poc després. Tres anys després el fill del seu tercer matrimoni va aparèixer mort al llit. Dessolat, Wilbur abandona la direcció de pel·lícules i el 1920 torna a Nova York a treballar com a actor de teatre i dramaturg on de mica en mica es va fer un nom com a actor i productor de diferents comèdies i musicals. Entre els anys 1920 i 1934 estrena set obres a Broadway: The Ouija Board (1920), The Monster (1922), Easy Terms (1925), The Song Wtiter (1928), Border-Land (1932), Halfway to Hell (1933) i Are You Decent (1934).

### Especialització en el gènere carcelari
El 1930, la Metro-Goldwyn-Mayer va contractar-lo per escriure els guions de dos musicals: Lord Byron of Brodway i The song writer. El 1934 va conèixer el director i productor Bryan Foy que el va convèncer per tornar a la direcció, Tomorrow's children i High school girl foren les primeres pel·lícules. Foy va ser contractat per la Warner Bros. el 1937 com a cap de producció de les seves pel·lícules de sèrie B el qual va contractar Wilbur com a guionista que va abandonar per sempre més la seva carrera com a actor. L'èxit una de les seves primeres pel·lícules, Alcatraz Island (1937), el va portar a especialitzar-se amb pel·lícules del gènere carcelari amb títols com Over the Wall (1938), Crime School (1938), Blackwell's Island (1939), Hell's Kitchen (1939), Roger Touhy (1944), Cañon City (1948), The story of Molly X (1949), etc.

### Darreres pel·lícules
A principis de la dècada de 1950, va dirigir la notable Crime wave (1952) i el film de terror House of wax (1953) que va suposar el rellançament de la carrera de Vincent Price. A finals dels 50 de mica en mica va anar quedant fora de la indústria dedicant-se més a guions per a la televisió. Va morir l'any 1973 a la seva casa a Toluka Lake a l'edat de 86 anys.

## Filmografia parcial
S'ementen tant les pel·lícules en què va actuar com de les que va ser director o guionista,
- The girl from Arizona (1911)
- The perils of Pauline (1914)
- The Road of Strife (1915)
- Lord Byron of Brodway (1930)
- The Song Writer (1930)
- Tomorrow's Children (1934)
- High School Girl (1934)
- Alcatraz Island (1937)
- Over the Wall (1938)
- Crime School (1938)
- Girls on Probation (1938)
- Blackwell's Island (1939)
- Hell's Kitchen (1939)
- A night of Adventure (1944)
- Roger Touhy (1944)
- The Devil on Wheels (1947)
- Canon City (1948)
- Ordre: Caça sense treva (He Walked by Night) (1948)
- The Story of Molly X (1949)
- Inside the Walls of Folsom Prison (1950)
- Outside the Wall (1950)
- The miracle of our Lady of Fatima (1952)
- Crime Wave (1953)
- Els crims del museu de cera (House of Wax) (1953)
- The Phenix City story (1955)
- Víctima de la droga (Monkey on My Back) (1955)
- Salomó i la reina de Saba (Solomon and Sheba) (1959)
- The Bat (1959)
- L'illa misteriosa (Mysterious Island) (1961)
- House of Woman (1962)